# Konstituante
De Konstituante was een grondwetgevende vergadering in Indonesië tussen 1956 en 1959. Het parlement werd bij de verkiezingen in 1955 gekozen om te komen tot een permanente Indonesische Grondwet. De nieuwe grondwet moest de tijdelijke grondwet van 1950 vervangen. Zonder dat de Konstituante tot een resultaat was gekomen werd het orgaan op 5 juli 1959 ontbonden door president Soekarno, die de oorspronkelijke grondwet van 1945 herinvoerde en zijn concept van geleide democratie introduceerde.
De Konstituante had in totaal vier sessies: 10–26 november 1956, 14 mei–7 december 1957, 13 januari–11 september 1958 en 22 april–2 juni 1959. De zittingen vonden plaats in het Gedung Merdeka (voorheen Sociëteit Concordia) in Bandung, dat in 1955 was gebruikt voor de Bandungconferentie.

## Achtergrond
Nadat Soekarno en Hatta op 17 augustus 1945 de Indonesische onafhankelijkheid hadden uitgeroepen werd een dag later de grondwet vastgesteld door het Voorbereidend Comité voor de Indonesische Onafhankelijkheid (PPKI). Deze grondwet, bekend als de "grondwet van 1945" (UUD 1945), was in de maanden daarvoor opgesteld door het Onderzoekscomité ter voorbereiding op de Indonesische onafhankelijkheid (BPUPK). Door Soekarno werd dit als een tijdelijke grondwet gezien, die te zijner tijd vervangen zou moeten worden door een permanente versie. In 1949 werd na de rondetafelconferentie de soevereiniteit aan de Verenigde Staten van Indonesië overgedragen en korte tijd was een federale grondwet (Konstitusi RIS) van kracht. In 1950 werd Indonesië weer een eenheidsstaat, met een "tijdelijke grondwet van 1950" (UUDS 1950). In Artikel 134 van deze tijdelijke grondwet stond: "De Konstituante (grondwetgevende vergadering) zal samen met de overheid zo snel mogelijk de Grondwet van de Republiek Indonesië vaststellen, die deze tijdelijke grondwet zal vervangen."
Het zou enkele jaren duren voordat er verkiezingen konden worden gehouden. Uiteindelijk vonden op 15 december 1955 de verkiezingen voor de Konstituante plaats. De Konstituante kreeg 514 leden (twee keer zoveel als de Volksvertegenwoordigingsraad) en werd voorgezeten door Wilopo van de Indonesische Nationale Partij. Vicevoorzitters waren Prawoto Mangkusasmito (Masjoemi), Johannes Leimena (Indonesische Christelijke Partij), Fathurrahman Kafrawi (Nahdlatul Ulama), Sakirman (Communistische Partij) en Ratu Aminah Hidayat (IPKI).

## Samenstelling
Op basis van de verkiezingen van 15 december 1955 waren er 34 fracties in de Konstituante. Deze waren grofweg ingedeeld in twee sterke 'blokken'. Aan de ene kant was er het Pancasila-blok dat stond voor een samenleving op basis van de Pancasila-ideologie van Soekarno. Dit blok schoof ook richting de nieuwe Nasakom-ideologie van Soekarno op basis van nationalisme, godsdienst en communisme. Het islamitische blok zag een grotere rol voor de islam in de grondwet, zoals in de tijd van het Onderzoekscomité ter voorbereiding op de Indonesische onafhankelijkheid ook voorgesteld in het Handvest van Jakarta (Piagam Jakarta).
| Groepering / Partij                     | Groepering / Partij                                                 | Zetels |
| --------------------------------------- | ------------------------------------------------------------------- | ------ |
| Pancasila-blok (274 zetels, 53,3%)      |                                                                     |        |
|                                         | Indonesische Nationale Partij (PNI)                                 | 119    |
|                                         | Communistische Partij van Indonesië (PKI)                           | 60     |
|                                         | "Republiek Proclamatie"                                             | 20     |
|                                         | Indonesische Christelijke Partij (Parkindo)                         | 16     |
|                                         | Katholieke Partij                                                   | 10     |
|                                         | Indonesische Socialistische Partij (PSI)                            | 10     |
|                                         | Bond van Ondersteuners van de Indonesische Onafhankelijkheid (IPKI) | 8      |
|                                         | Overige                                                             | 31     |
| Islamitisch blok (230 zetels, 44,8%)    |                                                                     |        |
|                                         | Masjoemi                                                            | 112    |
|                                         | Nahdlatul Ulama (NU)                                                | 91     |
|                                         | Indonesische Islamitische Vereniging Partij (PSII)                  | 16     |
|                                         | Islamitische Onderwijsbeweging (Perti)                              | 7      |
|                                         | Overige                                                             | 4      |
| Sociaal-economisch blok (10 zetels, 2%) |                                                                     |        |
|                                         | Arbeiderspartij                                                     | 5      |
|                                         | Murba                                                               | 4      |
|                                         | Jonge Communistenmacht (Acoma)                                      | 1      |
| Totaal                                  | Totaal                                                              | 514    |

## Voortgang

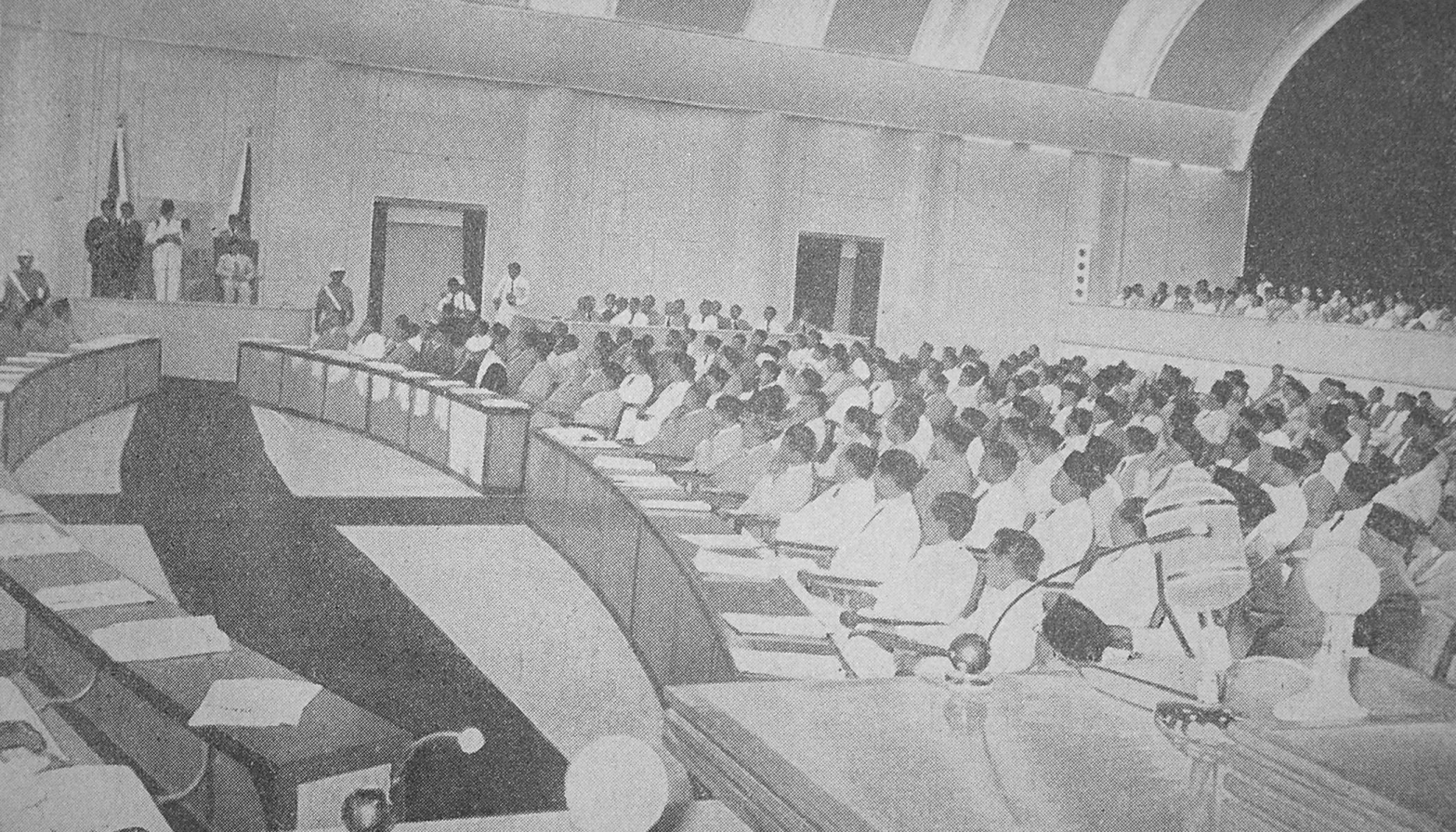
Opening van de eerste sessie van de Konstituante door Soekarno.

Nadat tijdens de eerste sessie de leden waren geïnstalleerd en de voorzitter en vicevoorzitters gekozen , werd tijdens de tweede sessie (14 mei-7 december 1957) de ideologie van de Republiek Indonesië besproken. Een deel van de partijen wilde een staat op basis van de Pancasila, een deel op basis van de islam en een klein deel op basis van een sociaal-economische structuur gebaseerd op verwantschap en samenwerking. De PKI schaarde zich in het blok van de Pancasila, wat door de islamitische partijen als hypocriet werd gezien (omdat een van de vijf pijlers van de Pancasila gaat over het geloof in god). Deze verschuiving van de communisten richting de Pancasila had alles te maken met de verschuiving van president Soekarno richting zijn Nasakom-ideologie van de geleide democratie, waarin hij een Indonesische vorm van het socialisme wilde creëren waarin de nationalistische ideeën (van onder andere het leger) gecombineerd konden worden met het communisme en ook de wensen van de islamisten.
De derde sessie (13 januari-11 september 1958) bestond uit 30 zittingen met in totaal 133 toespraken. De besprekingen gingen over mensenrechten. Er werd overeenstemming bereikt over godsdienstvrijheid, vrouwenrechten, kinderrechten, het recht op gezondheid, het recht op een eerlijk salaris en persvrijheid.
De vierde sessie (22 april-2 juni 1959) zou gaan over de staats- en regeringsvorm en het overheidsbeleid in grote lijnen. President Soekarno werkte ondertussen echter aan zijn concept van geleide democratie, en hij wilde daarvoor de grondwet van 1945 opnieuw invoeren. In de Konstituante werd drie keer gestemd over een terugkeer naar de grondwet van 1945, maar dit haalde niet de benodigde tweederdemeerderheid. Masjoemi was tegen omdat de partij bang was dat dit het land in een dictatuur zou veranderen en zowel Masjoemi als Nahdlatul Ulama wilden opnieuw het Handvest van Jakarta (Piagam Jakarta) toevoegen aan het voorwoord van de grondwet om de rol van de islam te versterken. Verschillende leden wilden ook een amendement op de grondwet van 1945 om de akkoorden uit de derde sessie over mensenrechten erin mee te nemen.
Het leger, in de persoon van stafchef van de landmacht Abdul Harris Nasution, wilde een snelle terugkeer naar de grondwet van 1945, omdat dit ook de rol van de krijgsmacht zou vergroten. Op advies van Nasution vaardigde Soekarno op 5 juli 1959 een decreet uit dat de grondwet van 1945 herstelde, de Konstituante ophief en de gekozen Volksvertegenwoordigingsraad weer wijzigde in een benoemd parlement. Soekarno nam de macht steviger in handen door in het opvolgende kabinet Kerja I de rol van zowel president als minister-president op zich te nemen.